# Ekvivalensklass
En ekvivalensklass är inom matematik en mängd definierad av en ekvivalensrelation {\displaystyle R\subseteq A\times A} och ett element {\displaystyle a\in A}. Elementet a sägs vara en representant för ekvivalensklassen 
{\displaystyle [a]_{R}:=\{x\in A:(x,a)\in R\}.}
Med andra ord är en ekvivalensklass mängden av alla element som är ekvivalenta (under den givna ekvivalensrelationen) med ett givet element. Ur egenskaperna för en ekvivalensrelation ser man att följande gäller:
{\displaystyle [a]_{R}=[b]_{R}\Leftrightarrow (a,b)\in R\Leftrightarrow a\in [b]\Leftrightarrow b\in [a]}

## Exempel
- Låt X vara mängden av alla bilar. Definiera ekvivalensrelationen R genom att bilarna x och y är relaterade om x och y har samma färg. Ekvivalensklasserna som uppstår kan då identifieras med mängden av alla bilfärger.
- Betrakta mängden Z av alla heltal med låt x och y vara ekvivalenta om och endast om {\displaystyle x-y} är ett jämnt heltal, modulo 2-relationen. Detta ger upphov till ekvivalensklasserna {\displaystyle [0]} och {\displaystyle [1]} bestående av alla jämna respektive udda tal.